# Episodi di The Walking Dead: World Beyond (seconda stagione)
La seconda e ultima stagione della serie televisiva The Walking Dead: World Beyond, composta da dieci episodi, è stata trasmessa in prima visione negli Stati Uniti d'America dall'emittente AMC dal 3 ottobre al 5 dicembre 2021.
In Italia, così come in altri stati del mondo, la stagione è distribuita da Prime Video dal 4 ottobre al 6 dicembre 2021.
| nº | Titolo originale             | Titolo italiano                          | Prima TV USA     | Pubblicazione Italia |
| -- | ---------------------------- | ---------------------------------------- | ---------------- | -------------------- |
| 1  | Konsekans                    | Conseguenze                              | 3 ottobre 2021   | 4 ottobre 2021       |
| 2  | Foothold                     | Posizione di vantaggio                   | 10 ottobre 2021  | 11 ottobre 2021      |
| 3  | Exit Wounds                  | Ferite d'uscita                          | 17 ottobre 2021  | 18 ottobre 2021      |
| 4  | Family Is a Four Letter Word | Famiglia è una parola di quattro lettere | 24 ottobre 2021  | 25 ottobre 2021      |
| 5  | Quatervois                   | Decisione critica                        | 31 ottobre 2021  | 1º novembre 2021     |
| 6  | Who Are You?                 | Chi sei tu?                              | 7 novembre 2021  | 8 novembre 2021      |
| 7  | Blood and Lies               | Sangue e bugie                           | 14 novembre 2021 | 15 novembre 2021     |
| 8  | Returning Point              | Punto di ritorno                         | 21 novembre 2021 | 22 novembre 2021     |
| 9  | Death and the Dead           | La morte e i morti                       | 28 novembre 2021 | 29 novembre 2021     |
| 10 | The Last Light               | L'ultima luce                            | 5 dicembre 2021  | 6 dicembre 2021      |